# König David (1985)
König David (Originaltitel: King David) ist ein Bibelfilm aus dem Jahr 1985. Die US-amerikanische Produktion entstand unter der Regie von Bruce Beresford. In der Hauptrolle ist Richard Gere zu sehen.

## Handlung
Saul, einst von Jahwe erwählt, hat sich von Gott entfernt und befolgt dessen Gebote nur unzureichend. So verwirkt er seine Königswürde und Gott erwählt durch den Propheten Samuel den Schafhirten David zum König des Landes. Als dieser den Philister Goliath mit Hilfe einer einfachen Steinschleuder tötet, beginnt König Saul, ihn zu hassen. David muss fliehen. Als Saul auf der Suche nach David in einer Höhle lagert, schleicht sich dieser in der Nacht heran und stiehlt dem Schlafenden das Schwert. Mit dieser Handlung zeigt David, dass nicht er es ist, der den Konflikt sucht, sondern dass er Saul respektiert. David begibt sich zu seinem Schutz in eine Philisterstadt. Er wird jedoch nicht gemeinsam mit den Philistern gegen Israel kämpfen. König Saul und sein Sohn sterben in einer Schlacht gegen die Philister. David wird schließlich in Jerusalem zum König gekrönt. Es ist der Beginn einer Regentschaft, in der der junge König, ebenso wie sein Vorgänger, Fehler begeht. König David schickt einen seiner Soldaten an die vorderste Front, wo dieser umkommt, sodass sich David seine Frau Bathseba nehmen kann. Der Prophet Natan macht ihm das in einem Gleichnis zum Vorwurf und prophezeit den Tod des ersten Kindes von David und Bathseba. Das erste Kind stirbt, das zweite Kind ist Salomo. (Dieser Salomo wird David nachfolgen und den Tempel erbauen, den David geplant hat.) Davids ältester Sohn (aus einer anderen Beziehung) Abschalom tötet seinen Bruder, weil dieser ihre Halbschwester entehrt (wohl vergewaltigt) hat. König David mildert die Strafe von Tod zu Verbannung, doch im Herzen liebt er Abschalom weiterhin. Der Verbannte jedoch schart Anhänger um sich, um David zu stürzen. Die Revolte wird niedergeschlagen und Abschalom getötet. Ein moralisch gebeutelter König David bleibt fortan auf dem rechten Weg.

## Hintergrund
Das Drehbuch des in Italien gedrehten Spielfilms hält sich in vielen Stellen genau an die Bibel – auch einige Psalmen werden zitiert –, jedoch werden viele Teile gerafft und Begebenheiten zeitlich vertauscht.
Die Deutsche Film- und Medienbewertung FBW in Wiesbaden verlieh dem Film das Prädikat wertvoll.
Richard Gere war für seine schauspielerische Darstellung 1986 für die Goldene Himbeere nominiert.